# Swiss Excellence Airplanes
Swiss Excellence Airplanes (SEA) ist ein Schweizer Flugzeughersteller, der 2014 vom CEO Alberto Porto und einem Team von internationalen Experten im Ingenieurwesen gegründet wurde. Der Sitz der Firma ist in Lugano. Die Herstellung erfolgt in Pavullo nel Frignano, Norditalien, in der Nähe des Flughafens Pavullo.

## Geschichte
SEA hat sich aus der Firma Porto Ricerca heraus entwickelt. Porto Ricerca ist ein Beratungsunternehmen für Strömungsdynamik und Feinoptimierungen im Konstruktionswesen. Die Firma berät Hersteller von Flugzeugen, Sportwagen und Segel-Yachten.
Die Ingenieure von Porto Ricerca hatten die Idee, ihr langjähriges Wissen aus dem Bereich Konstruktionswesen zu nutzen, um ein leichtes Sportflugzeug zu entwickeln, das innovativer und weiter entwickelt ist als andere in der Kategorie. Nach einigen Jahren von Testläufen mit Computersimulationen haben sie 2015 auf der Aero Friedrichshafen ihr erstes Flugzeug, die Swiss Excellence Risen, präsentiert.

## Produkte
Die Firma bietet derzeit zwei verschiedene Flugzeugtypen an:
- Swiss Excellence Risen
- Swiss Excellence Siren

## Auszeichnungen
Im Jahr 2016 erhielt der CEO Alberto Porto die De la Vaulx Medaille der Fédération Aéronautique Internationale, nachdem er 2015 mit der Risen einen neuen absoluten Geschwindigkeitsrekord in der Kategorie R aufgestellt hatte. Für diesen Rekord hat Alberto Porto außerdem einen Oscar des italienischen VFR Magazin bekommen.